# 北の宿から (テレビドラマ)
『北の宿から』（きたのやどから）は、1979年9月3日 - 10月26日にTBS「花王 愛の劇場」枠にて放送された昼ドラマである。テレビ映画。全40回。

## キャスト
- 冬子 ………… 松本留美
- 圭吾 ………… 伊藤孝雄
- 隆介 ………… 倉石功
- 律子 ………… 岡田可愛
- 吾一 ………… 垂水悟郎
- さわ子 ……… 富田恵子
- 和江 ………… 江崎英子
- 隆 …………… 田村宗正
- 三戸部スエ
- 前沢迪雄
- 松村彦次郎
- 田村元治
- 喜多道枝
- 中村龍史
- 篠原大作
- 早川絵美
- 三川雄三
- 伊藤正博
- 堀勝之祐
- 春江ふかみ
- 宇南山宏

## スタッフ
- 脚本 - 高岡尚平
- 監督 - 八木美津雄、菱田義雄
- 音楽 - 青山八郎
- プロデューサー - 藤川忠勝（松竹）、金川克斗志（TBS）
- 制作 - 松竹、TBS

## 主題歌
「北の宿から」(コロムビアレコード）
- 作詞 - 阿久悠
- 作曲 - 小林亜星
- 編曲 - 竹村次郎
- 歌 - 都はるみ

## 参考資料
『北の宿から』シナリオ決定稿